# Up to the Mountain
„Up to the Mountain” este un cântec de folk contemporan, al cărui text a fost scris de către Patty Griffin. Melodia este structurată în jurul ultimului discurs dat de către Martin Luther King, înainte de a avea loc asasinarea sa în anul 1968. Piesa a fost reînregistrată de către cântăreața de origine americană, Kelly Clarkson și promovată de-a lungul turneului  My December Tour.